# Sociedade Esportiva Palmeiras (féminines)
Actualités
Dernière mise à jour : 4 décembre 2020.
La Sociedade Esportiva Palmeiras est un club féminin de football brésilien basé à São Paulo. Il est créé en 1997 comme section féminine du club masculin du même nom. Après une cessation d'activité en 2012, le club est réactivé en 2019.

## Histoire
Le club omnisports Sociedade Esportiva Palmeiras est fondé en 1914. En 1997, le club créé une section de football féminin, l'équipe remporte le championnat de football féminin de São Paulo en 2001. En 2000, Palmeiras est finaliste de la Coupe du Brésil.
En 2012, le club abandonne sa section féminine de football. En 2017, la fédération brésilienne de football oblige les clubs à avoir une section féminine à partir de la saison 2019, au cas contraire le club masculin ne peut disputer la Copa Libertadores. De ce fait Palmeiras réactive sa section féminine en 2019. Le club s'installe à Vinhedo.
L'année de sa réactivation, l'équipe a participé au championnat Paulista, au championnat brésilien Serie A2 (la deuxième division) et à la Copa Paulista. Palmeiras gagne la Copa Paulista, battant son rival São Paulo par 2 à 1 et termine troisième en Serie A2, synonyme de promotion en Serie A1, la première division brésilienne.
Pour sa première saison en Serie A1, Palmeiras termine à la cinquième place et sera demi-finaliste dans le tournoi final.

## Palmarès
| Compétitions continentales                                    | Compétitions nationales       | Compétitions régionales                                                                                                  |
| ------------------------------------------------------------- | ----------------------------- | --- |
| - Copa Libertadores (1) - Vainqueur : 2022 - Finaliste : 2023 | - Série A1 - Finaliste : 2021 | - Championnat Paulista (2) - Vainqueur : 2001 et 2022 - Finaliste : 2000 - Coupe Paulista (2) - Vainqueur : 2019 et 2021 |